# Drożko

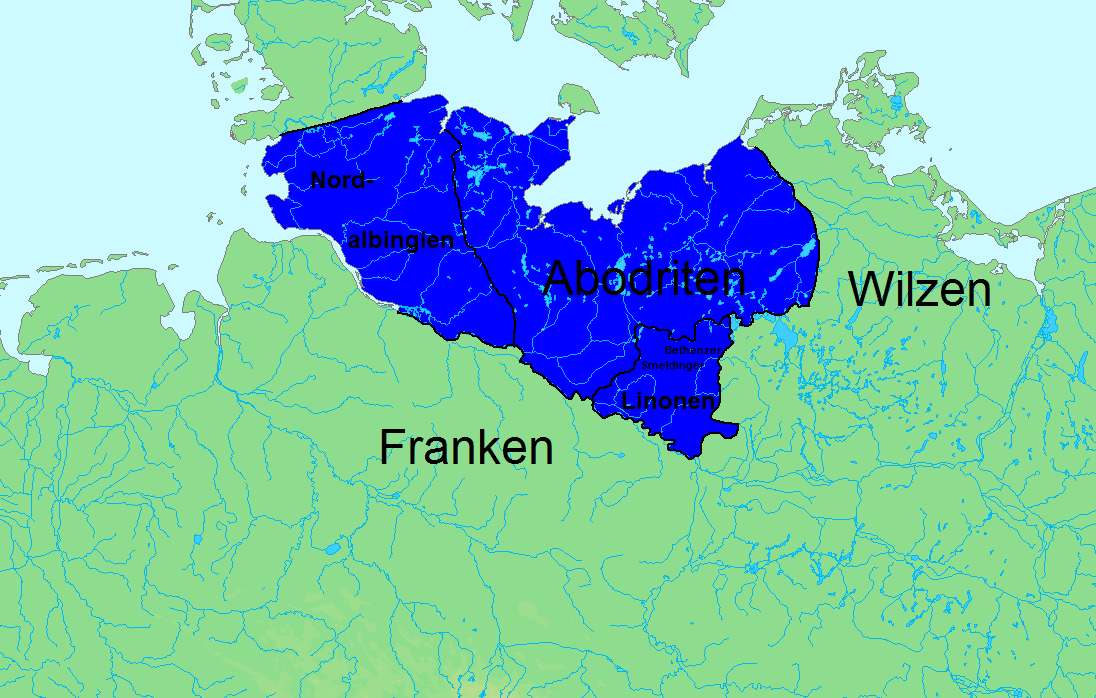
Państwo Obodrytów w czasach panowania księcia Drożka (795–809)

Drożko, Drażko (łac. Thrasuco, Thrasucho, Thrasco, Thasco, Drasco, Drasocus, data ur. nieznana, zm. 809 w Reriku) – obodrycki książę wielkoplemienny w latach 795–809, zapewne syn lub dalszy krewny Wicana, ojciec Czedroga, przez niektórych historyków uważany za brata Godelaiba.

## Wzrost znaczenia państwa plemiennego Obodrzyców
Drożko po raz pierwszy pojawia się w źródłach w 798, kiedy to, wspomagany przez niewielkie posiłki frankijskie, zwyciężył Sasów (Nordalbingów) w bitwie nad Święcianą. Wierny sojusznik Karola Wielkiego, nagrodzony przez niego na zjeździe w 804 w Hollenstedt tytułem „króla”, zapewne przy aprobacie obecnych tam również możnych obodrzyckich.

Nordalbingowie, którzy przeciwko Drożkowi, księciu Obodrzyców i Eburisowi, dowódcy naszemu [tj. Karola Wielkiego], wyszli do walki, w bitwie zwyciężeni zostali. Zabitych zostało spośród nich w miejscu walki cztery tysiące, reszta zaś rozproszyła się i uciekła, chociaż i wielu z nich poddało się, by pokoju warunki omówić.
łac. Nordliudi contra Thrasuconem, ducem Abodritorum, et Eburisum legatum nostrum conmisso proelio, acie victi sunt. Caesa sunt ex eis in loco proelii quattuor milia, ceteri qui fugerunt et evaserunt, quanquam multi et ex illis cecidissent, de pacis condicione tractaverunt.

Wydarzenie to, jak się przyjmuje, oznaczało większą konsolidację (do tej pory zapewne będącego jedynie doraźną federacją plemion) terytorium obodrzyckiego. Cesarz nadał mu wówczas również obszar Nordalbingii, po uprzednim wysiedleniu z niego około 10 tysięcy Sasów. Sasów osadzono na różnych terenach w obrębie Państwa Franków, zapewne w celu łatwiejszego podtrzymywania uległości sąsiadujących z Obodrzycami plemion wobec monarchii frankijskiej. 
W okresie 795–808 państwo obodrzyckie miało największy obszar terytorialny w IX i X wieku.

## Najazd duński i ponowna konsolidacja państwa
Taki wzrost siły i znaczenia Obodrzyców spotkał się z kontrakcją ze strony dynastów duńskich. W 808 doszło do najazdu władcy południowojutlandzkiego Godfreda, wspomaganego również przez Wieletów, na obszary obodrzyckie. Agresorzy wykorzystując niezadowolenie części współplemieńców z działalności Drożka oraz fakt zdobycia przez nich szeregu grodów, w tym ważnego emporium handlowego Rerik, zmusili go, pomimo pewnych sukcesów, do opuszczenia kraju. 
Po powrocie na tereny obodrzyckie w 809 przystąpił on (przy pomocy posiłków saskich) do ponownego przywrócenia zwierzchności obodrzyckiej nad plemieniem Smolińców, które uwolniło się od tej zależności w wyniku wydarzeń w roku poprzednim. Zapewniwszy sobie neutralność ze strony Godfreda, zawarłszy z nim pokój i dawszy mu jako zakładnika własnego syna (być może Czedroga), przystąpił do uwieńczonego sukcesem oblężenia głównego grodu Smolińców, Connoburga. Doszło również do wyprawy odwetowej na Wieletów. W wyniku tych działań zarówno Smolińcy, jak i Glinianie ponownie dostali się pod zwierzchnictwo obodrzyckie. 
Niedługo potem, jeszcze w 809 roku, książę został zabity w Reriku przez nasłanych na niego, z rozkazu Godfreda, zabójców.